# Poritiini
De Poritiini zijn een tribus van vlinders uit de familie Lycaenidae. 

## Geslachten
- Cyaniriodes
- Deramas
- Poriskina
- Poritia
- Simiskina